# Cerezo Osaka
Il Cerezo Osaka (セレッソ大阪?, Seresso Ōsaka) è una società calcistica giapponese con sede nella città di Ōsaka. Milita nella J1 League, la massima divisione del campionato giapponese.
Il termine Cerezo, che in spagnolo significa ciliegio, indica l'albero tipico della città di Ōsaka.

## Storia
La squadra fu fondata nel 1957 con la denominazione di Yanmar Diesel. Era inizialmente il club dell'azienda Yanmar e fu tra i fondatori della Japan Soccer League, la massima serie giapponese fino al 1992. Con quattro titoli nazionali vinti, fu una delle squadre più blasonate della JSL Prima Divisione fino alla stagione 1990-91, al termine della quale retrocesse per la prima volta in cadetteria. L'anno successivo entrò a far parte della Japan Football League.
Nel 1993, il club cambiò denominazione in Osaka Football Club, aggiungendo il termine Cerezo ("fior di ciliegio", in spagnolo) in seguito a un concorso pubblico. Nel 1994, vinse il campionato di JFL ed ottenne la promozione in J1 League. Nel 2001, classificandosi in ultima posizione, retrocesse nuovamente in J2 League, ma la permanenza in seconda serie durò appena una stagione. Nel 2005 fu vicina alla vittoria del titolo nazionale: sconfitta all'ultima giornata dall'FC Tokyo, fu superata in classifica dai cugini del Gamba Osaka e concluse il torneo al secondo posto a pari merito con altre tre squadre.
L'anno successivo, tuttavia, il Cerezo arrivò penultimo in campionato, retrocedendo in cadetteria, serie in cui militò fino al 2009. Nella 2010, da neopromossa e grazie anche al contributo di giocatori quali Shinji Kagawa e Takashi Inui, la squadra concluse con un sorprendente terzo posto finale. Nel 2011 il club non fu in grado di ripetere l'exploit della stagione precedente, complice anche il trasferimento all'estero di alcuni dei suoi migliori giocatori, e concluse il campionato al dodicesimo posto. Il 29 gennaio 2014 fu annunciato l'acquisto dell'attaccante sudamericano Diego Forlán.

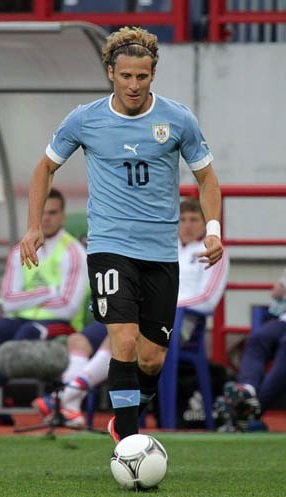
Diego Forlán, uno dei campioni che ha militato nel Cerezo Osaka.

Il 29 novembre 2014, con la sconfitta casalinga per 1-4 contro i Kashima Antlers, arrivò la matematica retrocessione in JL2. Due anni dopo, nel 2016, ottenne la promozione nella massima lega, chiudendo la stagione al 4°posto in classifica.
La stagione 2017 segnò il ritorno del club ad antichi fasti. La squadra, giunta sul gradino basso del podio in campionato, trionfò in Coppa dell'Imperatore ed in J League Cup. Nell'annata seguente, superando il Kawasaki Frontale, vinse anche la prima Supercoppa del Giappone della sua storia.

## Strutture
Il club disputa le partite interne al Yanmar Stadium Nagai di Ōsaka. I campi d'allenamento sono il Minamitsumori Sakura Sports Park, il Maishima Sports Island e l'Amagasaki Yanmar Diesel Ground.

## Diffusione nella cultura di massa
Un personaggio del manga Holly e Benji, Teppei Kisugi (Mason) diventa un calciatore professionistico e milita nel Cerezo Osaka.

## Allenatori e presidenti
Yanmar Diesel
- 1957-1966  Yoshiaki Furukawa
- 1967-1977  Kenji Onitake
- 1978-1985  Kunishige Kamamoto
- 1985-1990  Kuniya Mita
- 1990-1993  Daishirō Yoshimura

Cerezo Osaka
- 1994-1995  Paulo Emilio
- 1996  Hiroshi Sowa
- 1997  Levir Culpi
- 1998  Yasutarō Matsuki
- 1999  René Desaeyere
- 2000-2001  Hiroshi Soejima
- 2001  João Carlos
- 2001-2003  Akihiro Nishimura
- 2003  Yūji Tsukada
- 2004  Petar Nadoveza
- 2004  Fuad Muzurović
- 2004  Albert Pobor
- 2004-2006  Shinji Kobayashi
- 2006  Yūji Tsukada
- 2007  Satoshi Tsunami
- 2007-2011  Levir Culpi
- 2012  Sérgio Soares
- 2012-2013  Levir Culpi
- 2014  Ranko Popović
- 2014  Marco Pezzaiuoli
- 2014  Yūji Ōkuma
- 2015  Paulo Autuori
- 2015-2016  Kiyoshi Ōkuma
- 2017-2018  Yoon Jong-hwan
- 2019-2020  Miguel Ángel Lotina
- 2021  Levir Culpi
- 2021-2024  Akio Kogiku
- 2025-Oggi  Arthur Papas

- ????-2007  Hiroyuki Idehara
- 2008-2011  Nobuyoshi Fujita
- 2012-2014  Masao Okano
- 2015-2018  Minoru Tamada
- 2019-  Hiroaki Morishima

## Palmarès

### Competizioni nazionali

#### Yanmar Diesel
- Japan Soccer League: 4

1971, 1974, 1975, 1980
- Japan Soccer League Cup: 3

1973 (a pari merito), 1983, 1984
- Coppa dell'Imperatore: 3

1968, 1970, 1974

#### Cerezo Osaka
- Japan Football League: 1

1994 (come squadra d'azienda)
- Coppa dell'Imperatore: 1

2017
- Coppa J. League: 1

2017
- Supercoppa del Giappone: 1

2018

#### Altri piazzamenti
- Coppa dell'Imperatore

Finalista: 1994, 2001, 2003
- Coppa J. League

Finalista: 2021
- J2 League

Promozione: 2009
- Coppa Suruga Bank

Finalista: 2018

## Organico

### Rosa 2025
Rosa e numerazione aggiornate al 6 luglio 2025.
| N. |                     | Ruolo | Calciatore               |
| -- | ------------------- | ----- | ------------------------ |
| 1  | Giappone (bandiera) | P     | Kōki Fukui               |
| 2  | Giappone (bandiera) | D     | Takumi Nakamura          |
| 3  | Giappone (bandiera) | D     | Ryōsuke Shindō           |
| 4  | Giappone (bandiera) | C     | Yūichi Hirano            |
| 5  | Giappone (bandiera) | C     | Hinata Kida              |
| 6  | Giappone (bandiera) | D     | Kyōhei Noborizato        |
| 7  | Giappone (bandiera) | C     | Satoki Uejo              |
| 8  | Giappone (bandiera) | C     | Shinji Kagawa            |
| 9  | Brasile (bandiera)  | A     | Rafael Ratão             |
| 10 | Giappone (bandiera) | C     | Shunta Tanaka (capitano) |
| 11 | Brasile (bandiera)  | A     | Thiago Andrade           |
| 13 | Giappone (bandiera) | A     | Motohiko Nakajima        |
| 14 | Giappone (bandiera) | D     | Kakeru Funaki            |
| 16 | Giappone (bandiera) | D     | Hayato Okuda             |
| 17 | Giappone (bandiera) | C     | Reiya Sakata             |
| 19 | Giappone (bandiera) | C     | Shion Homma              |

| N. |                          | Ruolo | Calciatore             |
| -- | ------------------------ | ----- | ---------------------- |
| 21 | Corea del Sud (bandiera) | P     | Kim Jin-hyeon          |
| 22 | Giappone (bandiera)      | D     | Niko Takahashi         |
| 27 | Malaysia (bandiera)      | D     | Dion Cools             |
| 29 | Giappone (bandiera)      | A     | Kengo Furuyama         |
| 33 | Giappone (bandiera)      | D     | Ryūya Nishio           |
| 35 | Giappone (bandiera)      | C     | Kyōhei Yoshino         |
| 39 | Giappone (bandiera)      | A     | Wigi Kanemoto          |
| 42 | Giappone (bandiera)      | A     | Ryōta Onoda            |
| 43 | Giappone (bandiera)      | D     | Chimezie Kai Ezemuokwe |
| 44 | Giappone (bandiera)      | D     | Shinnosuke Hatanaka    |
| 45 | Giappone (bandiera)      | P     | Gō Kambayashi          |
| 46 | Giappone (bandiera)      | P     | Ken Isibor             |
| 47 | Giappone (bandiera)      | P     | Kazuma Makiguchi       |
| 48 | Giappone (bandiera)      | C     | Masaya Shibayama       |
| 55 | Brasile (bandiera)       | C     | Vitor Frezarin Bueno   |
| 77 | Brasile (bandiera)       | C     | Lucas Fernandes        |

### Staff tecnico
Staff tecnico aggiornato al 20 aprile 2025.
- Arthur Papas - Allenatore
- Raffaele Napoli - Viceallenatore
- Bruno Quadros - Collaboratore tecnico
- Tsutomu Komatsu - Collaboratore tecnico
- Hussein Skenderovic - Collaboratore tecnico
- Kōji Inada - Preparatore portieri
- Shūta Tsukamoto - Analista
- Yūki Yoshimura - Analista
- Yusuke Fukuhara - Head of performance
- Takeshi Ikoma - Preparatore fisico
- Hikaru Fujii - Athletic performance coach